# VinFast
VinFast (ou VinFast LLC), de son nom complet VinFast Trading and Production Limited Liability Company, est un constructeur automobile vietnamien fondé en 2017 et basé à Hanoï. Il appartient au groupe de construction et d'immobilier Vingroup, dirigé par son fondateur Phạm Nhật Vượng.

## Histoire

### Conglomérat
Vingroup est un conglomérat qui opère dans les secteurs de la construction et de l'immobilier, de l'éducation, de la santé, de l'agriculture, du tourisme et du commerce de détail depuis 1993, reconnu par le magazine Forbes comme l'une des 50 premières entreprises d’Asie (Fab 50).

### Fondation
Pour donner naissance à sa branche de construction automobile, Vingroup a embauché d'anciens dirigeants et professionnels confirmés du secteur automobile. Ainsi, Jim DeLuca, ex-responsable de la production de General Motors est le CEO de VinFastTrading and Production LLC, tout comme Dave (David) Lyon, designer venant lui aussi de General Motors, est directeur du style de la marque.
VinFast construit une usine de production à Hải Phòng dans le comté de Huyện, au nord du Viêt Nam. L'usine s'étend sur 335 hectares et représente un investissement initial d'1,3 milliard d’euros.
En octobre 2017, le futur constructeur dévoile 20 concept cars provenant de bureaux de design internationaux, et a demandé au public vietnamien de voter pour son préféré. 62 000 personnes ont exprimé leur choix. À l'origine les premières esquisses retenues étaient signées par Italdesign, mais le projet n'ayant pas abouti, le constructeur s'est tourné vers le studio de design italien Pininfarina. 

### Partenariat européens
VinFast s'est associé avec des partenaires du secteur automobile allemand comme BMW dont il utilise les plateformes techniques, Siemens ou Bosch. Pour accélérer son implantation et préparer la commercialisation de ses modèles sur le marché européen, l'entreprise s'est enregistrée auprès du bureau d'enregistrement des entreprises de Francfort qui lui a délivré un certificat d'établissement au nom de VinFast GmbH. La marque s'est aussi associée à la société autrichienne Magna Steyr pour son ingénierie, et le bureau de design italien Pininfarina.
En 2020, VinFast est le seul et unique sponsor du tout premier Grand Prix de Formule 1 organisé au Vietnam et sa capitale Hanoï.

### Naissance du constructeur

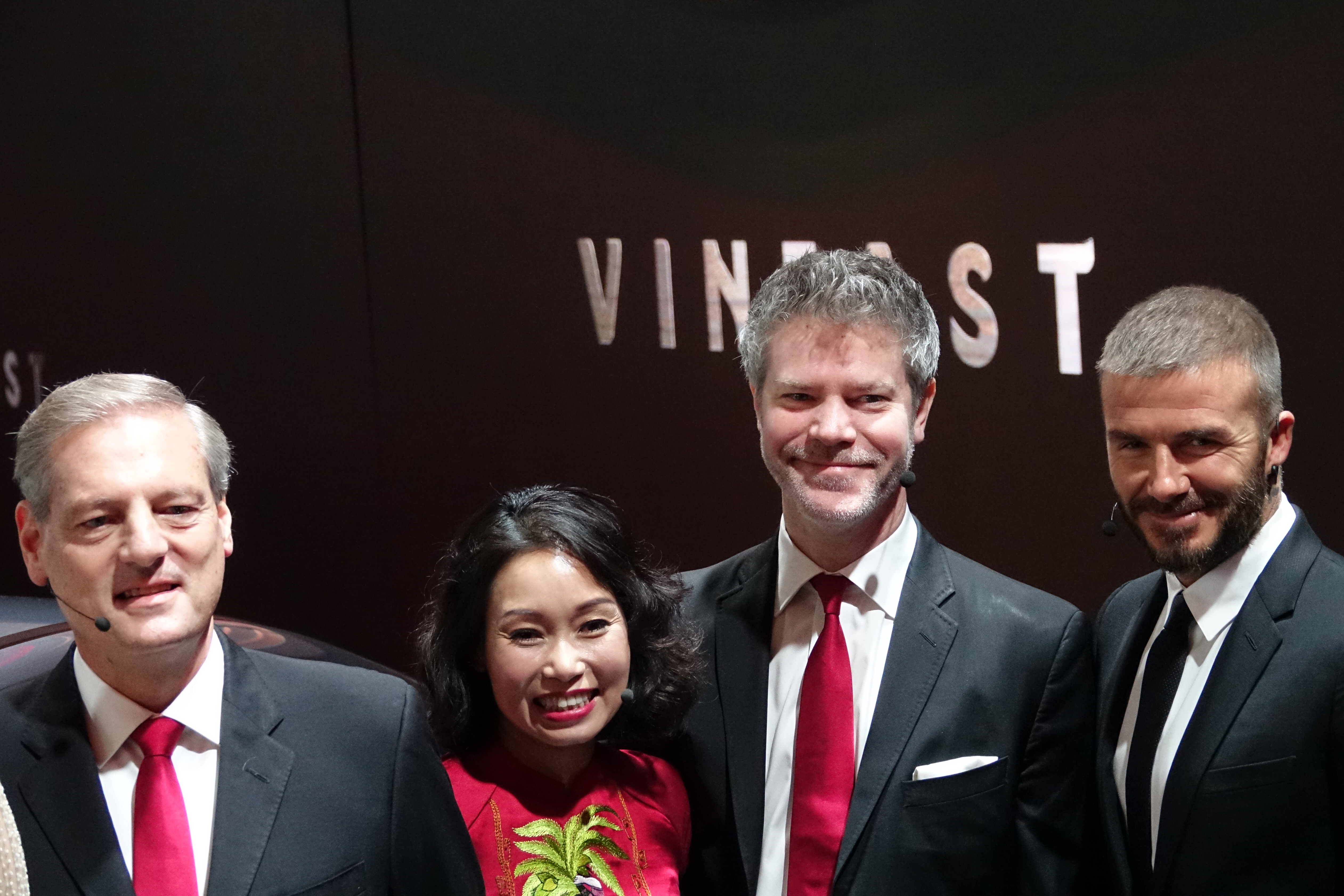
Jim Deluca, Le Thi Thu Thuy, Dave Lyon, David Beckham.

VinFast fait son entrée sur la scène internationale au Mondial Paris Motor Show 2018 en présentant deux modèles, le SUV LUX SA2.0 et la berline LUX A2.0, sous forme de concept-cars. Le constructeur automobile a fait appel à David Beckham pour promouvoir le lancement de la marque sur le salon parisien. Le footballeur et mannequin était accompagné de Jim Deluca, de la vice-présidente de VinGroup Le Thi Thu Thuy, de David Lyon et de la Miss de beauté vietnamienne 2018.
Les modèles exposés par VinFast présentent une face avant similaire avec une calandre hexagonale en forme de "V" entourée d'une signature lumineuse reliant les feux de jour à LED. Le constructeur a ajouté une barrette chromée sur la calandre côté conducteur, créant une asymétrie, qui avec le grand V forme un "F" rappelant le nom de la marque VinFast par une gymnique stylistique. Les premiers modèles seront réservés au marché vietnamien à partir de septembre 2019.

VinFast au Mondial Paris Motor Show 2018
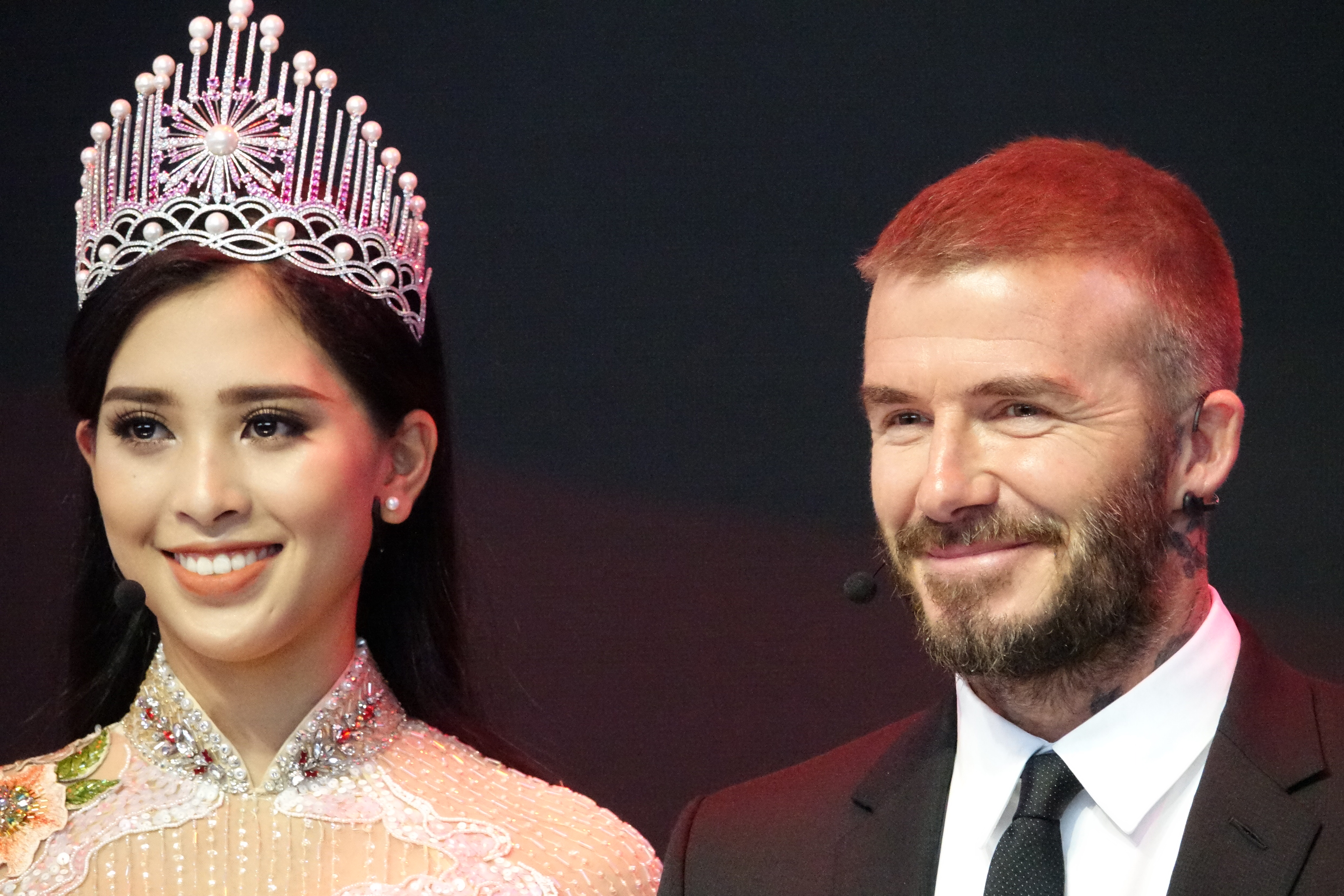
Miss Viêt Nam 2018, David Beckham.
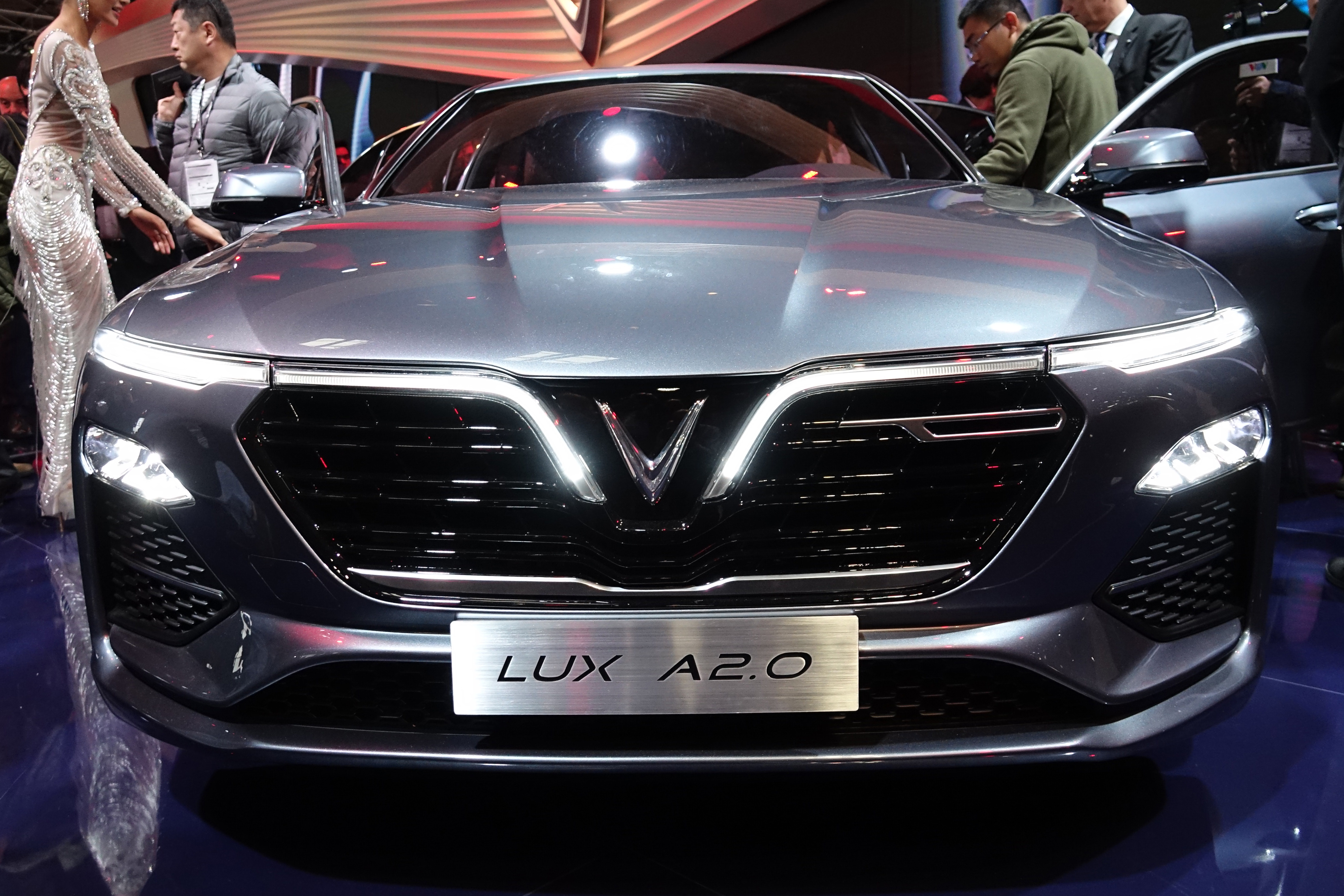
Calandre en forme de "V" et "F".

### Expansion vers l'international
Dès 2022, VinFast prévoit de s'implanter en Europe et en Amérique du Nord. La marque présente notamment, au CES de Los Angeles 2022, trois nouveaux SUV pour s'implanter dans ces territoires. Permettant de couvrir les segments A,B et C, ces SUV se nomment VF5, VF6 et VF7. De plus, les SUV déjà présentés précédemment (les VFe34 et VFe35) sont renommés VF8 (segment D) et VF9 (segment E).
L'action de VinFast, après deux jours de cotation à New York en août 2023, bondit de 270 %, portant sa capitalisation boursière à 85 milliards de dollars, soit plus que GM, Ford ou BMW. VinFast n'a pourtant vendu que moins de 20 000 voitures électriques jusque-là dans le monde, et a subi une perte nette de plus de 2 milliards de dollars en 2022 et de plus d'un demi-milliard au premier trimestre 2023. Mais l'envolée boursière du titre semble due au fait que seules 1,3 million d'actions ont été écoulées lors des débuts en bourse de VinFast, soit seulement 1 % du capital de l'entreprise, son fondateur Phạm Nhật Vượng conservant les 99 % restants. Selon l'agence Bloomberg, les start-up de l'automobile électrique introduites en bourse via des SPAC, comme Lordstown Motors Corp (déclarée en faillite en juillet), Nikola Corp et Faraday, ont perdu plus de 90 % de leur valeur depuis le début de leur cotation.
Un rapport de la commission des échanges américaine (SEC) révèle que, sur les 11 300 véhicules électriques vendus par Vinfast dans le monde, 7 000 ont été vendus à « Green and Smart Mobility », une entreprise de taxis appartenant à Vingroup. Par ailleurs, le capital de Vinfast appartient à Vingroup, dont 51 % appartient à son ancien président, Pham Nhat Vuong, et à Vietnam Investment Group, un consortium d’investissement vietnamien qui appartient entièrement à Vuong. Au total, seul 0,3 % des actions de VinFast était en réalité à vendre, puisque Vuong en possède 99,7 %.

## Concept cars

### SUV LUX SA2.0 concept
Le SA2.0 est un concept car de SUV familial préfigurant le Vinfast President produit à partir de 2020.
Caractéristiques techniques
Le SUV Lux SA2.0 est basé sur la plateforme de l'ancienne BMW X5 de troisième génération. C'est une propulsion mais il peut être équipé d’une boîte de transfert Borg Warner pour bénéficier d’une transmission intégrale. Il reçoit une boîte automatique à 8 rapports.
Motorisation
Le SUV est motorisé par un quatre cylindres 2 litres turbocompressé de 231 ch qui est une variante du moteur N20 de BMW sans le système Valvetronic.

VinFast Lux SA2.0
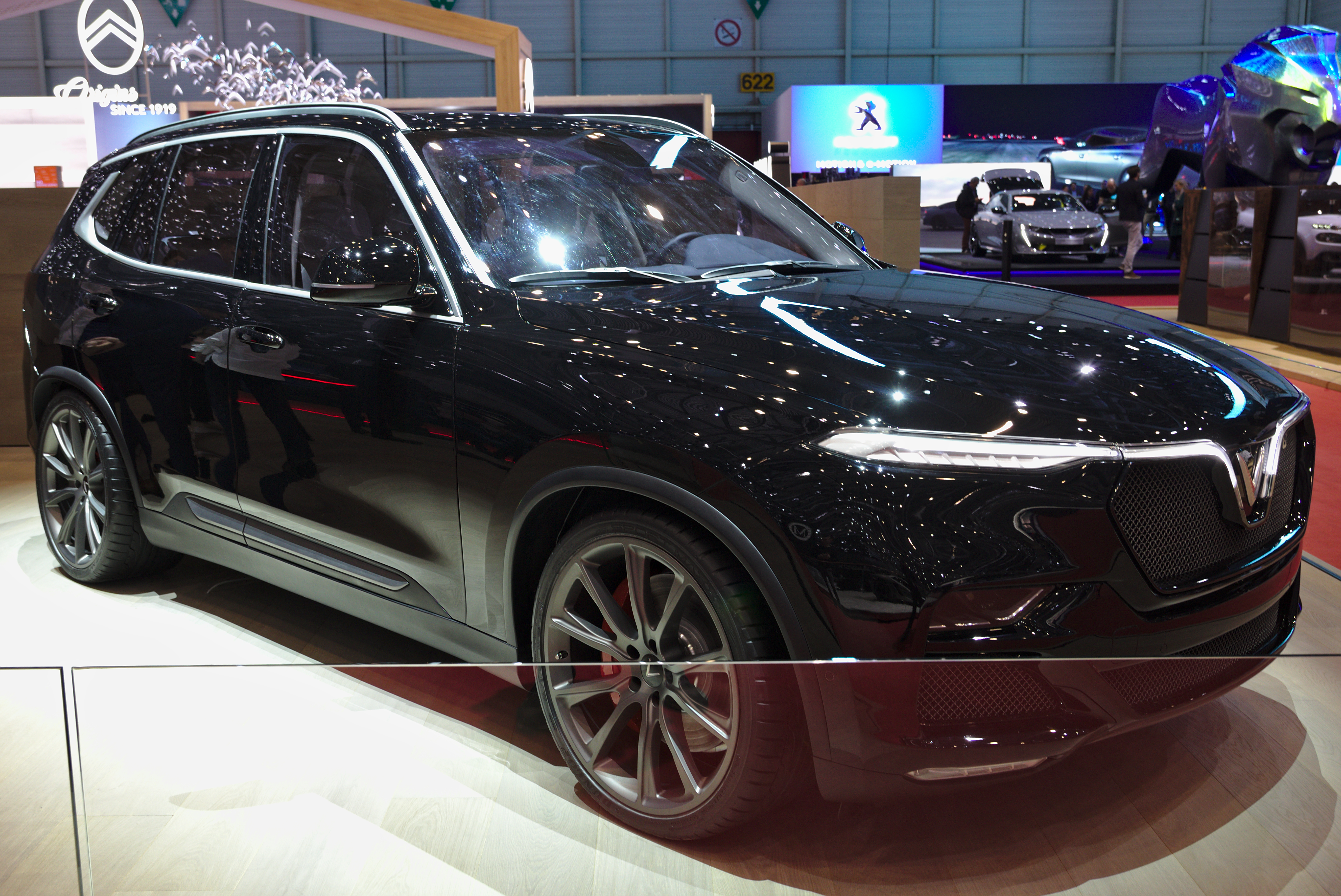
Vinfast Lux V8.
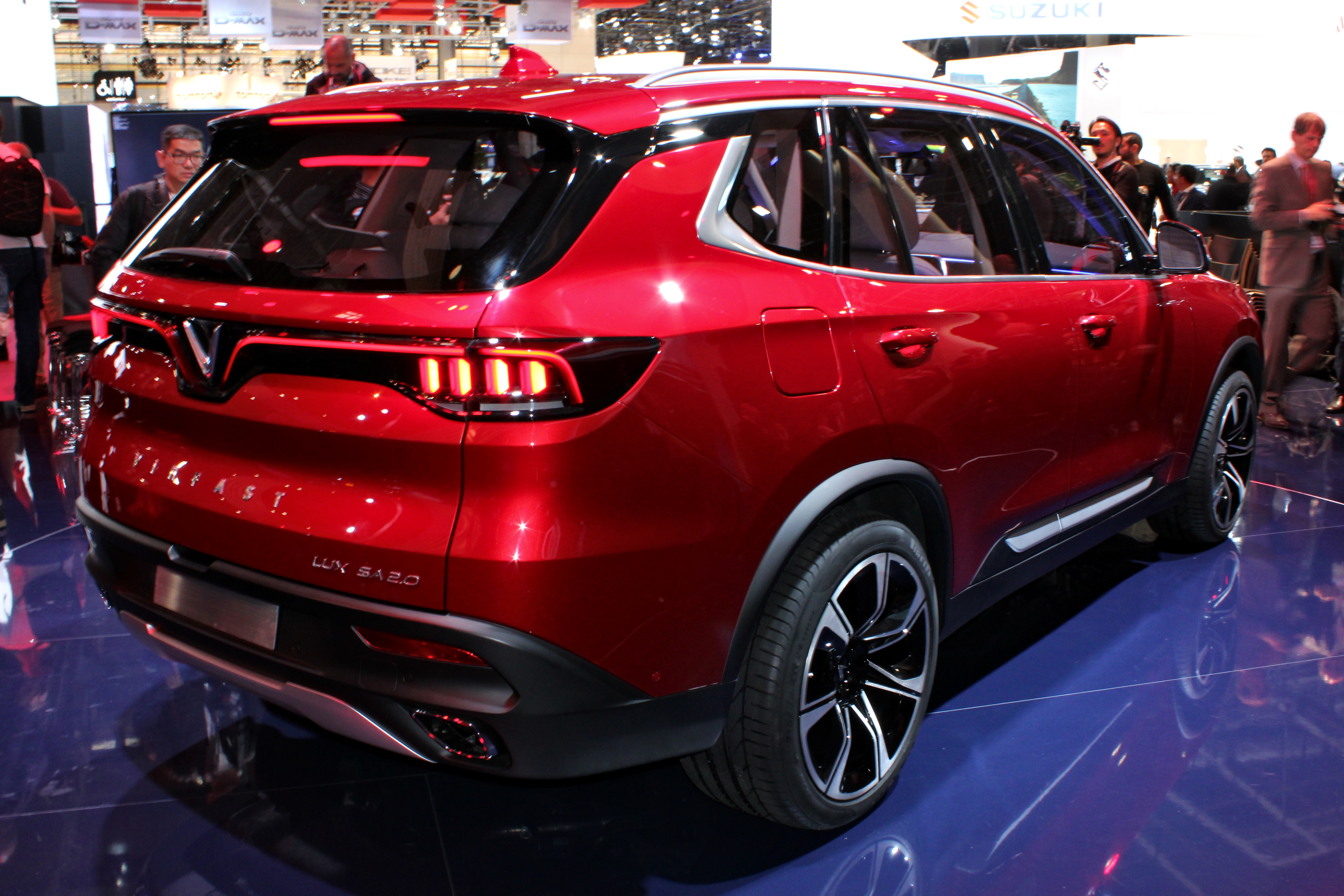
Vue arrière.
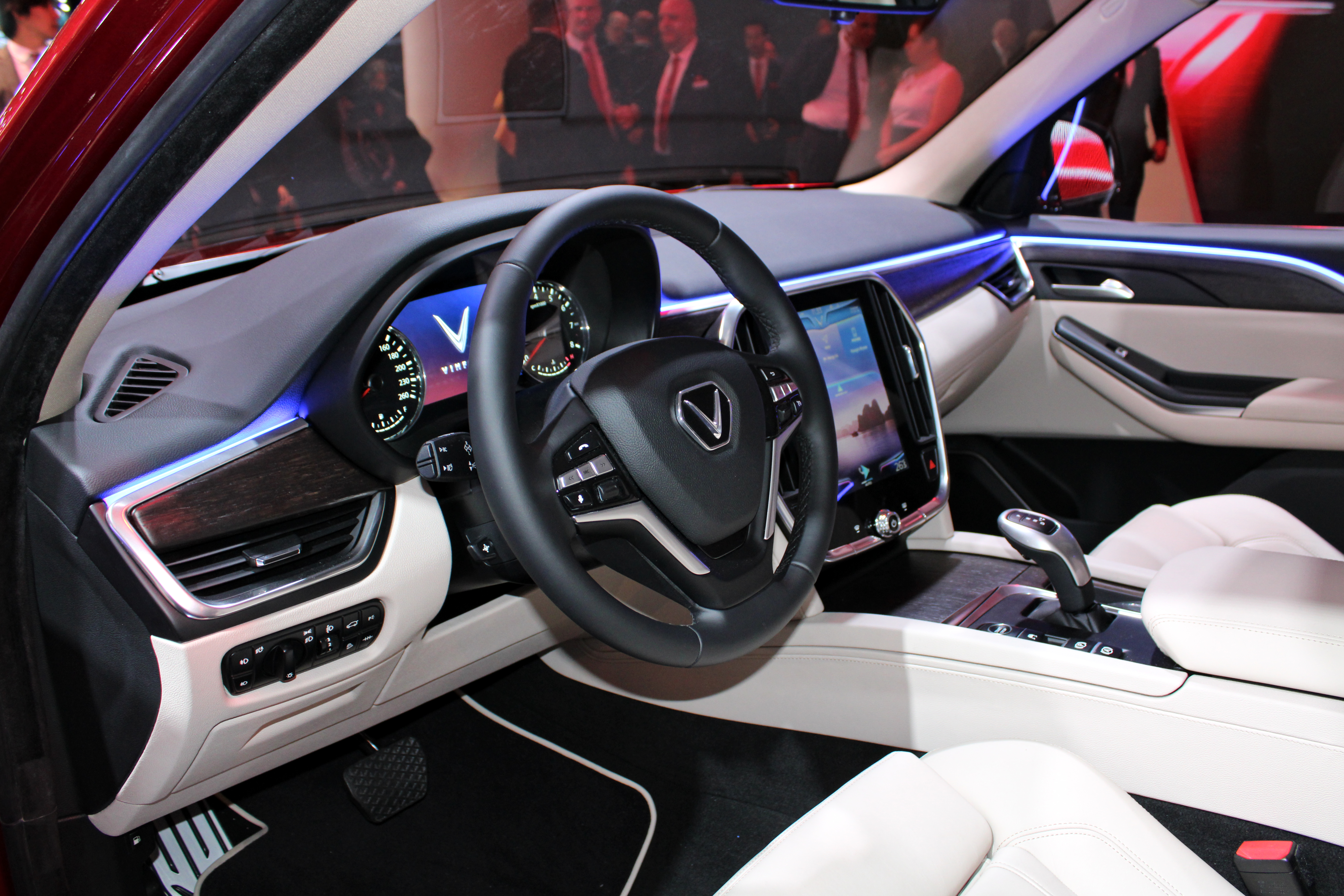
Planche de bord du SUV.

### Sedan LUX A2.0 concept
La A2.0 est un concept car de berline familiale annonçant la future berline du constructeur.
Caractéristiques techniques
La berline A2.0 est basée sur la plateforme technique de la BMW Série 5 de sixième génération. Elle reçoit une boîte automatique à 8 rapports et disponible uniquement en propulsion.
Motorisation
La Sedan est motorisée par le même quatre cylindres 2 litres turbocompressé d'origine BMW que le SUV, mais disponible en deux puissances 176 ch ou 231 ch.

VinFast Lux A2.0
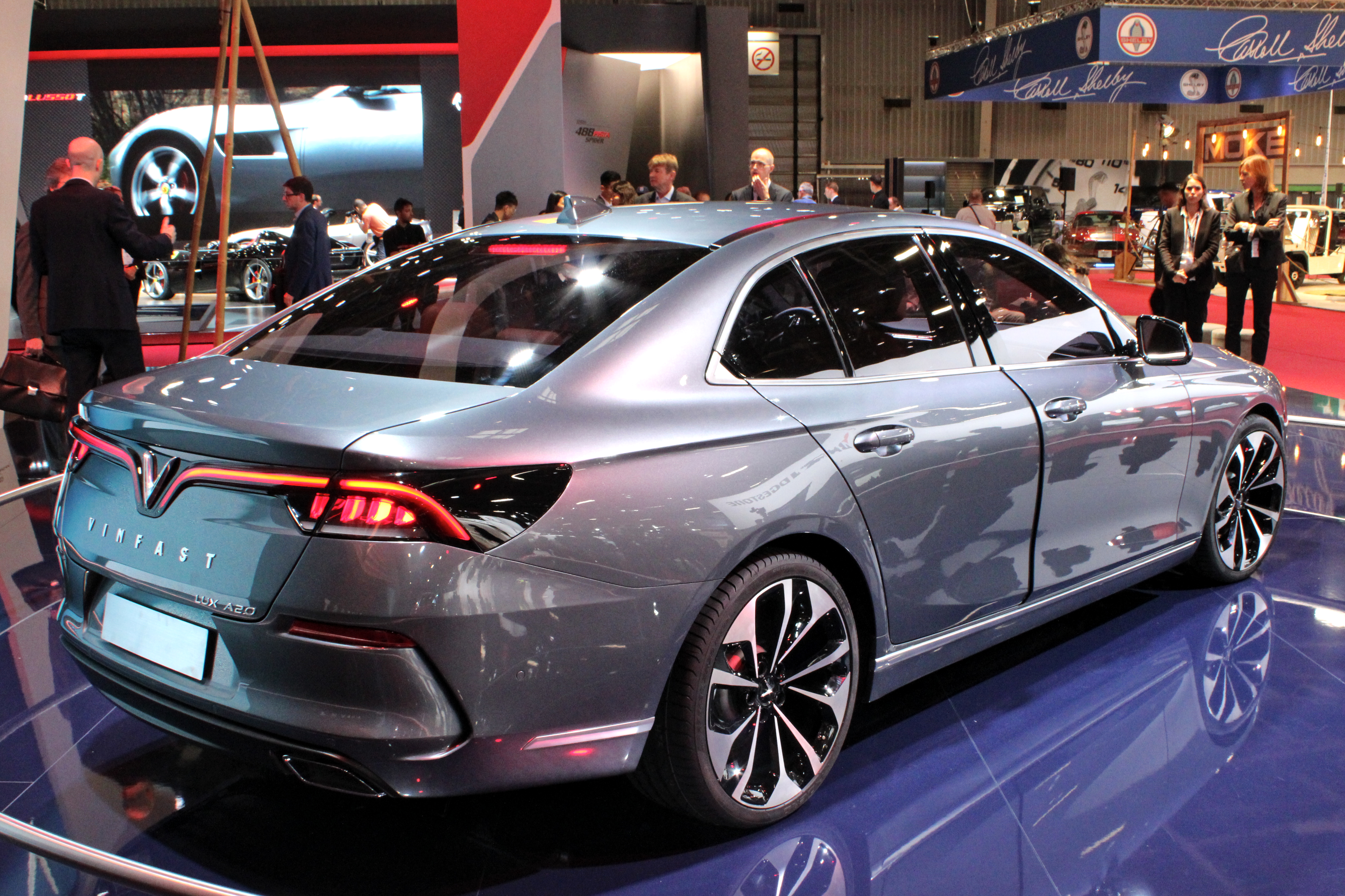
Vue arrière.
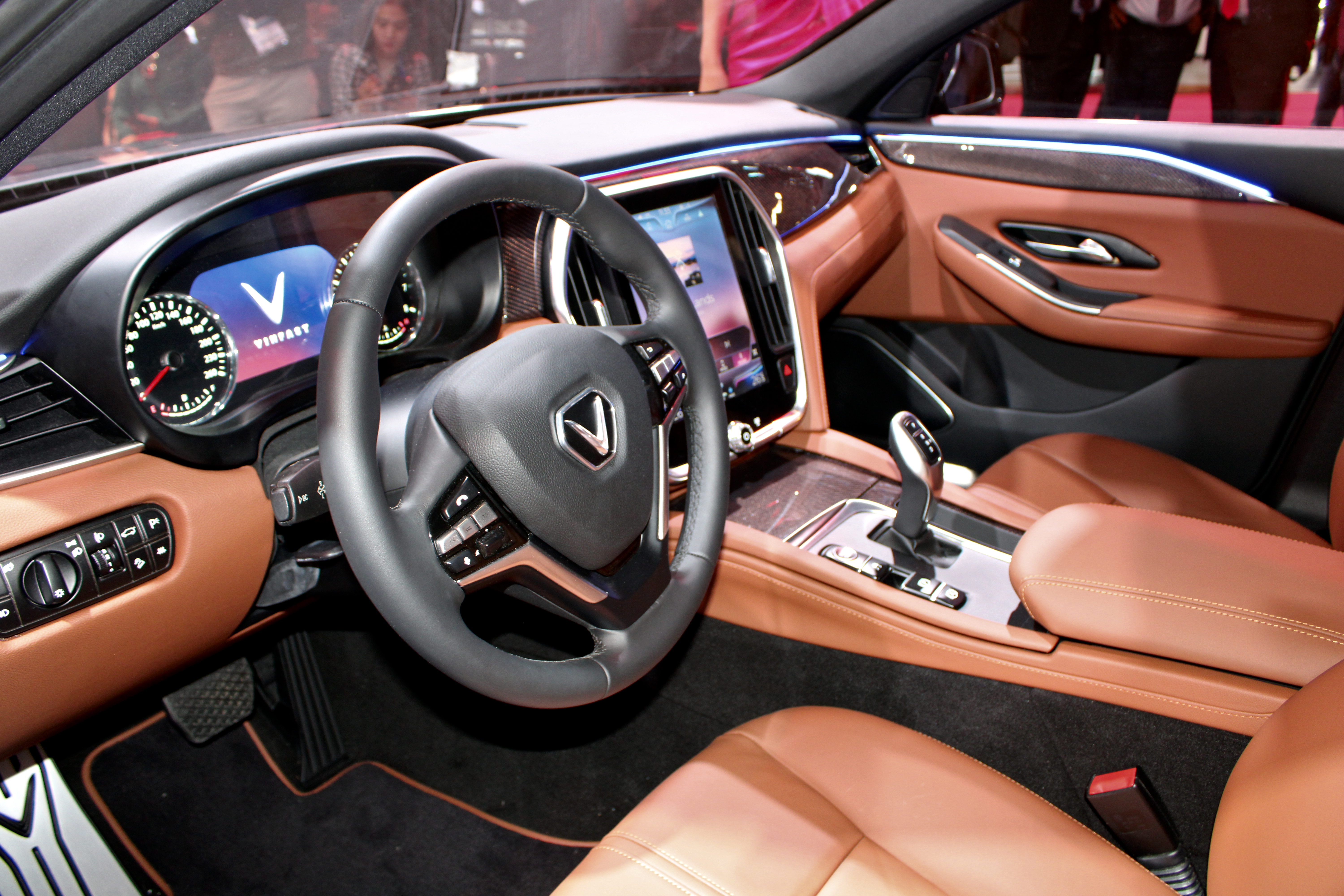
Planche de bord de la berline.

## Modèles de série

### VF 3
Le VF 3 est un petit 4x4 électrique présenté en juin 2023.

### VF 8
Le VF 8 (ou VF e35) est un crossover de taille moyenne fabriqué à partir de 2022.

### VF 9
Le VF9 est un SUV familial commercialisé à partir de 2021.

### Fadil

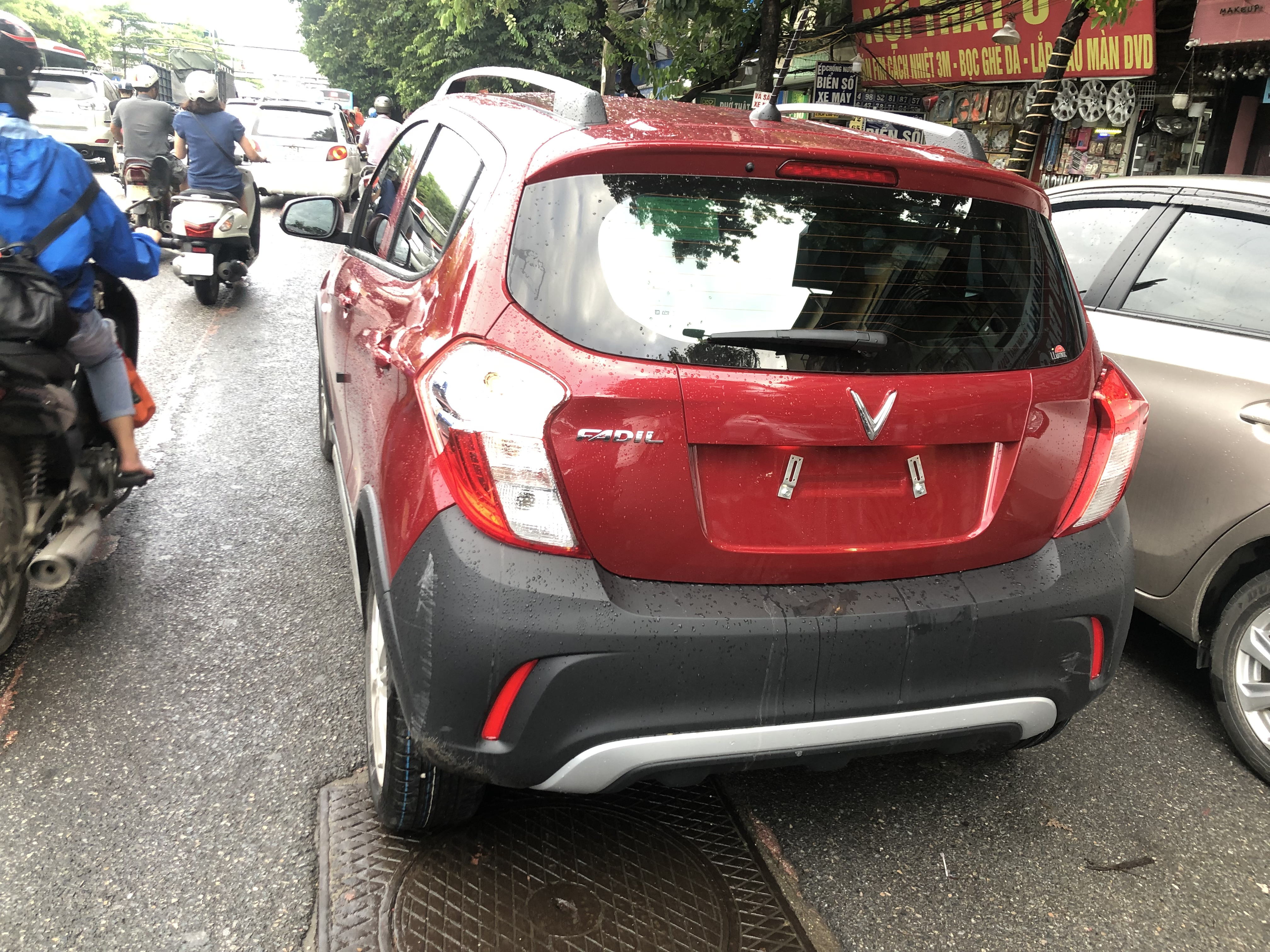
VinFast Fadil red back.
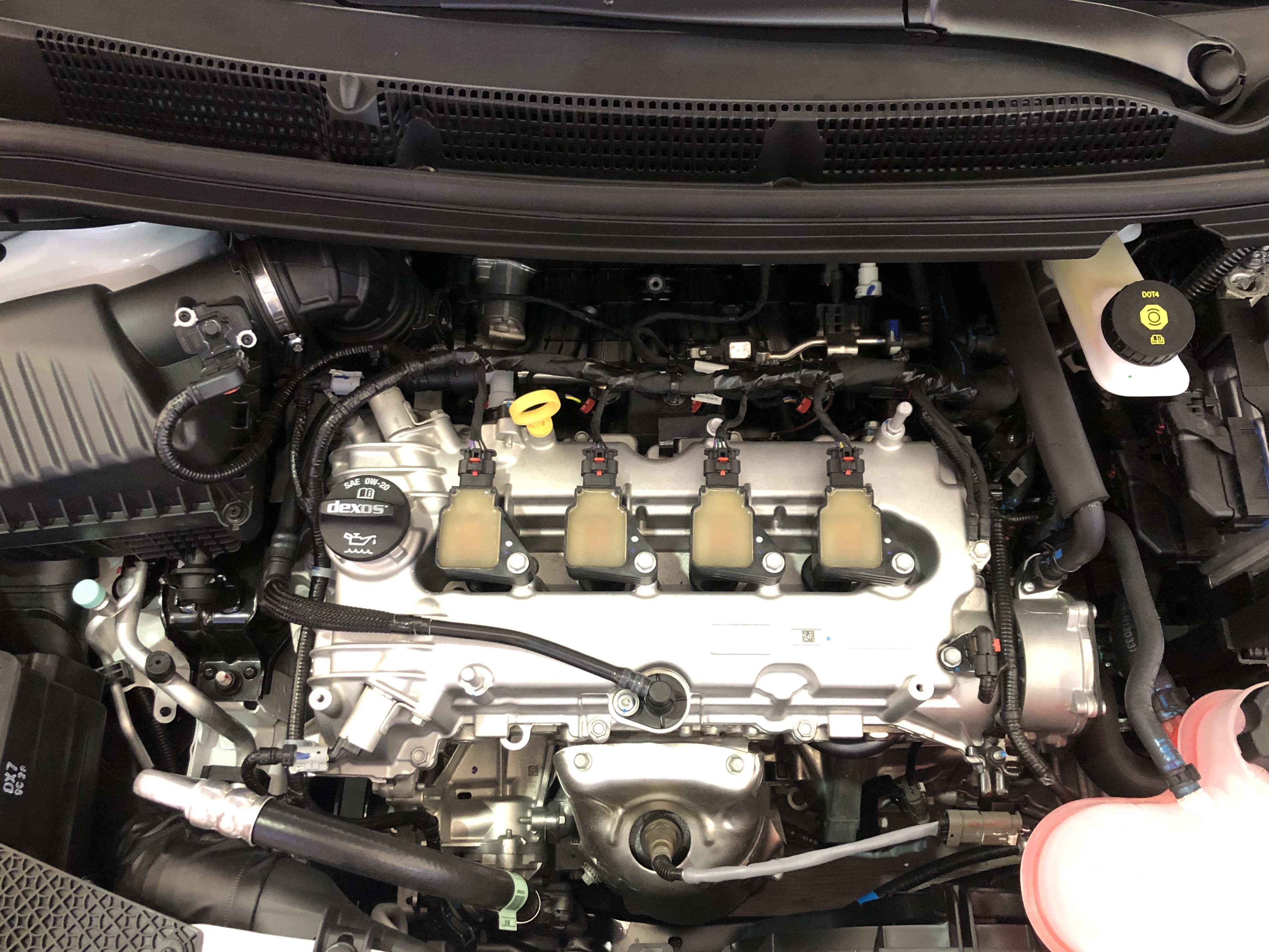
Moteur.
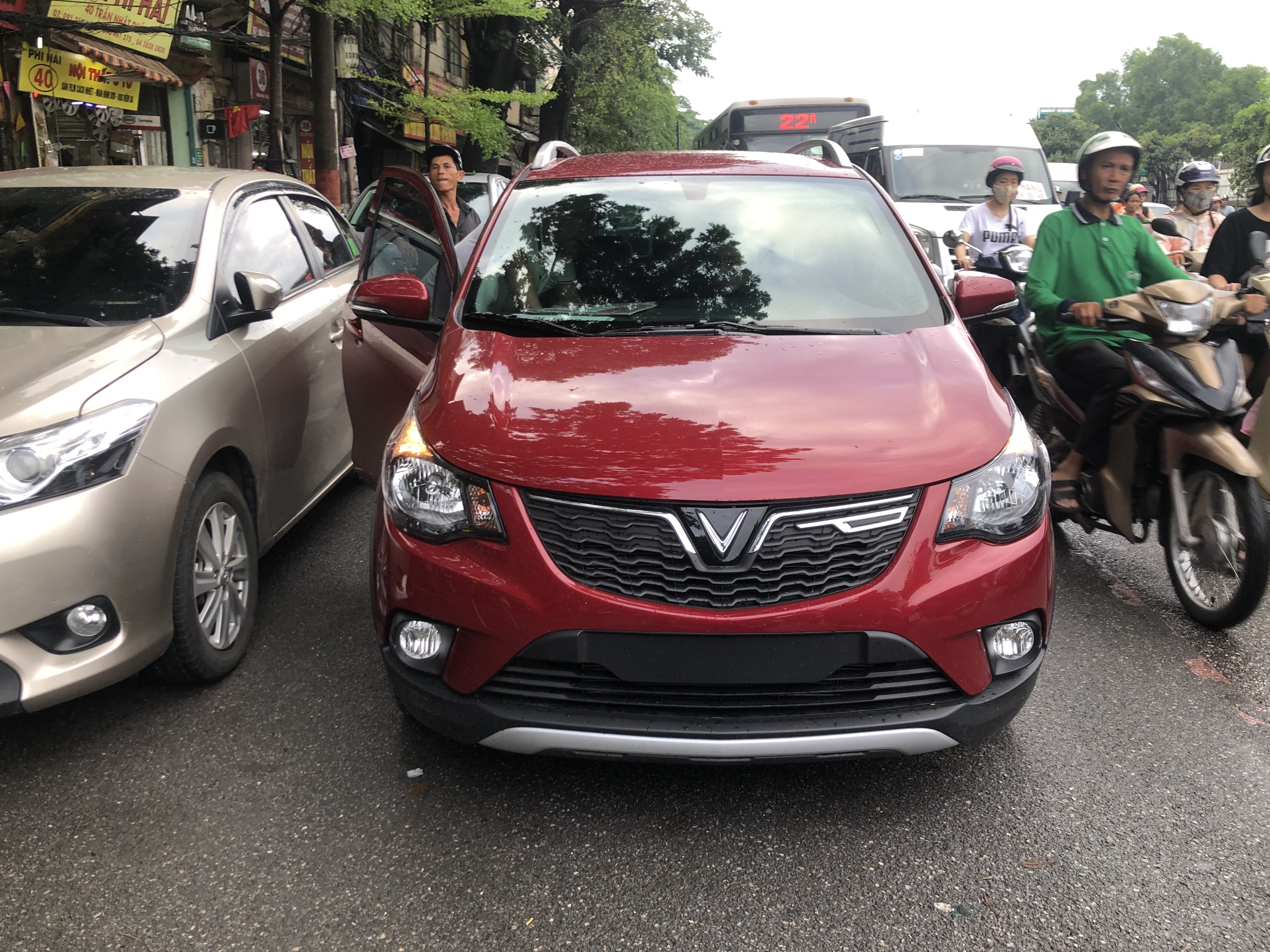
VinFast Fadil de face.
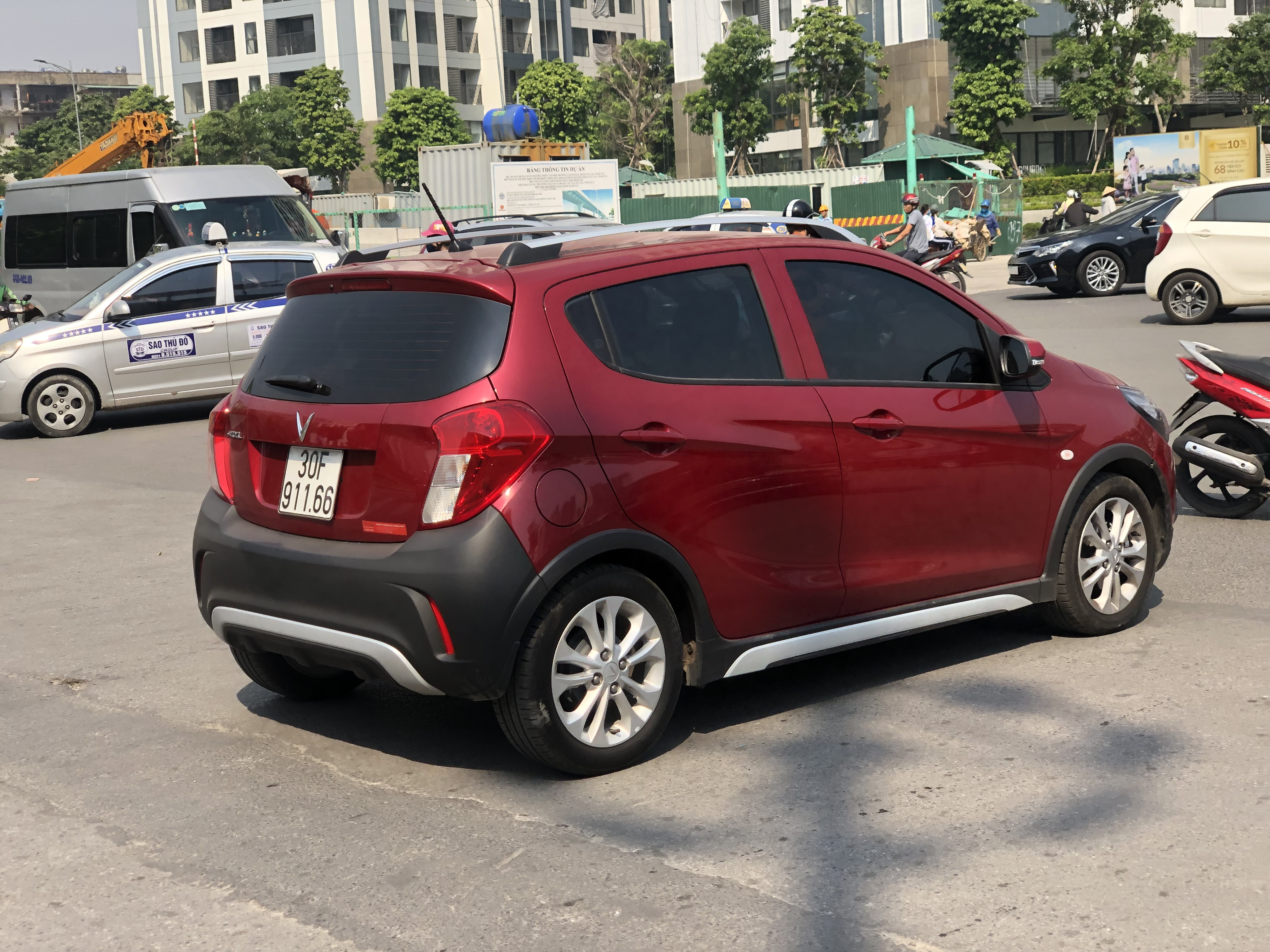
VinFast Fadil vue arrière.

## Scooters électriques
VinFast produit également des scooters électriques, son premier modèle étant le VinFast Klara dévoilé en 2018,.

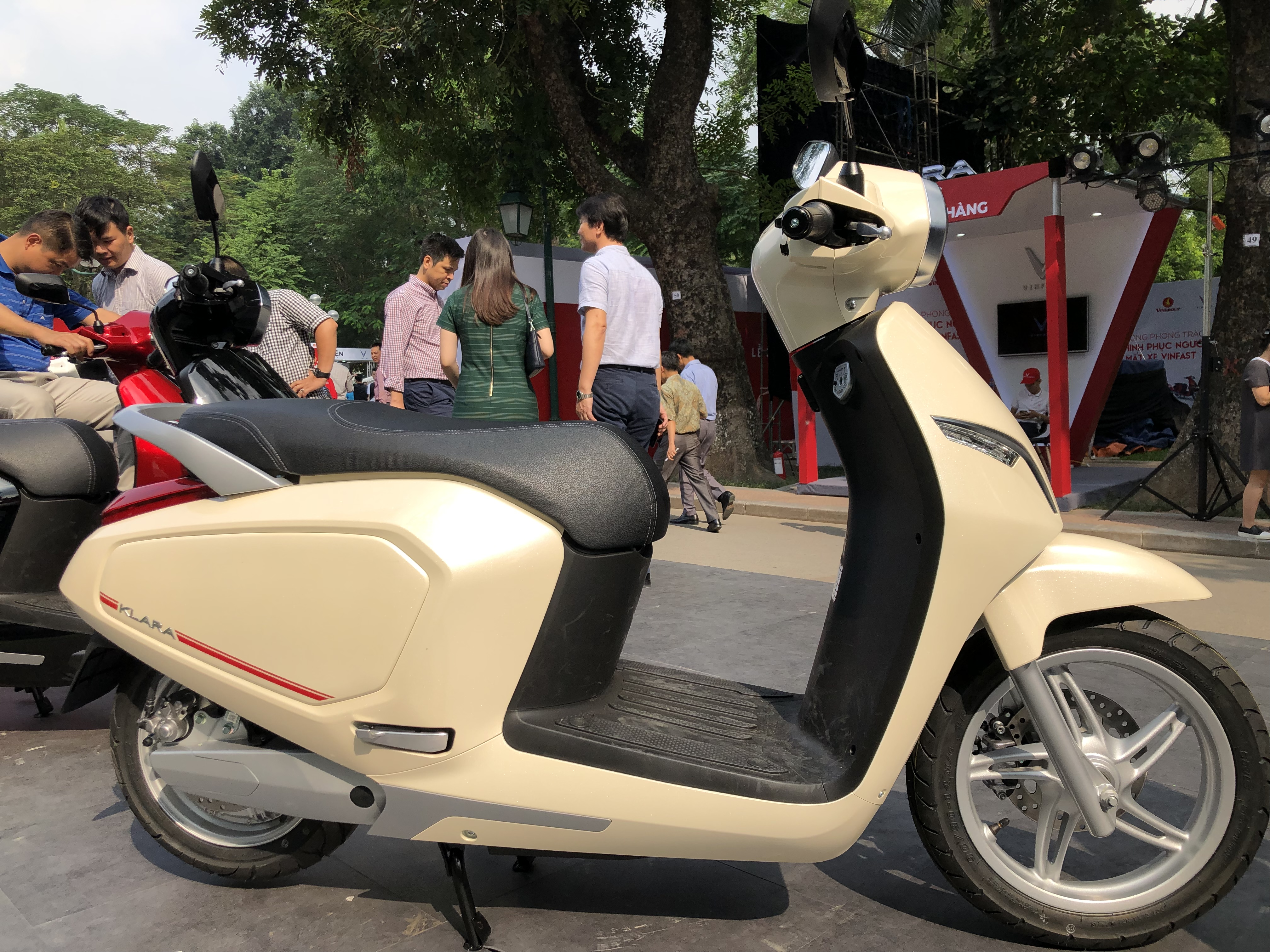
VinFast Klara
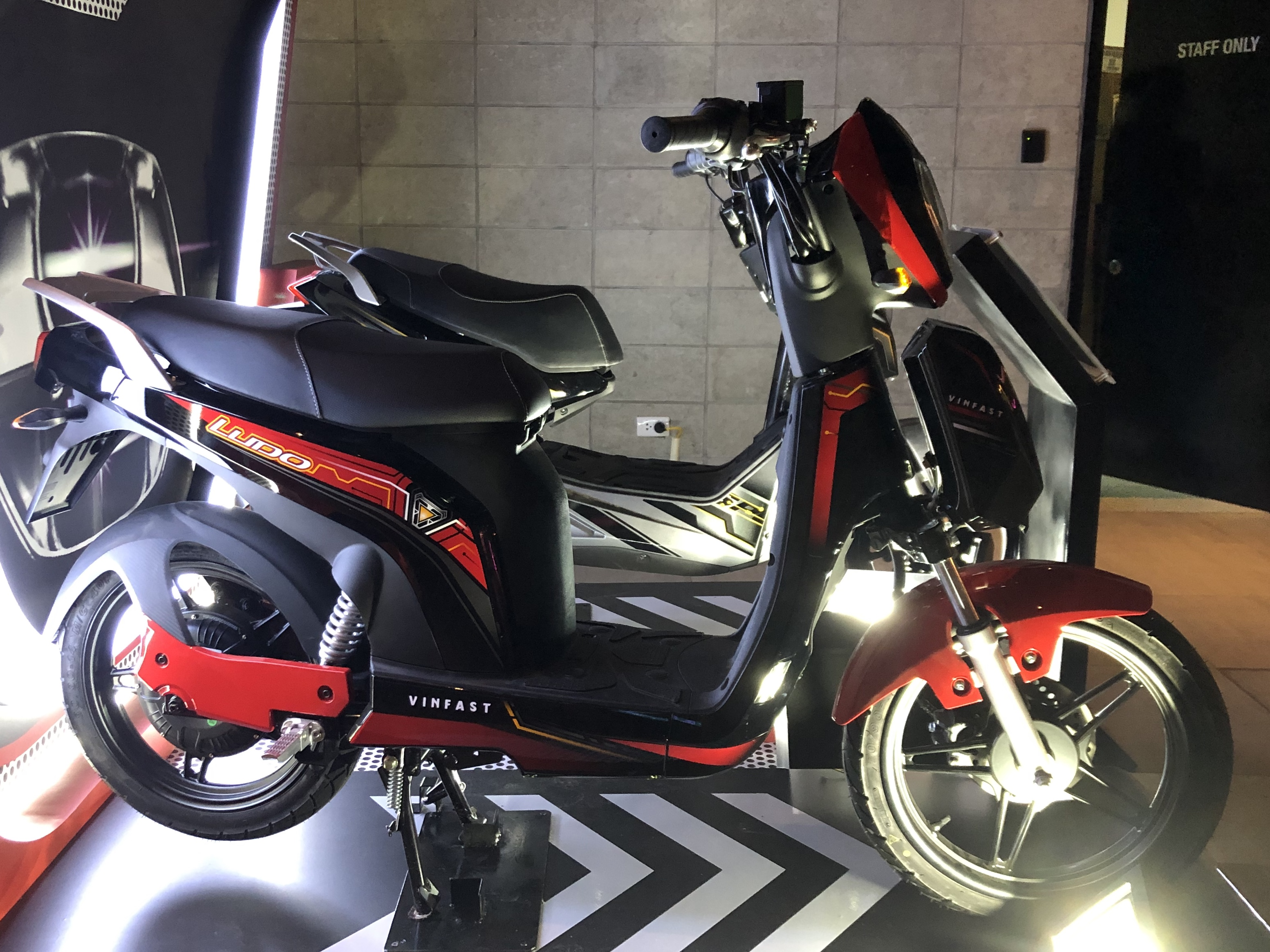
VinFast Ludo
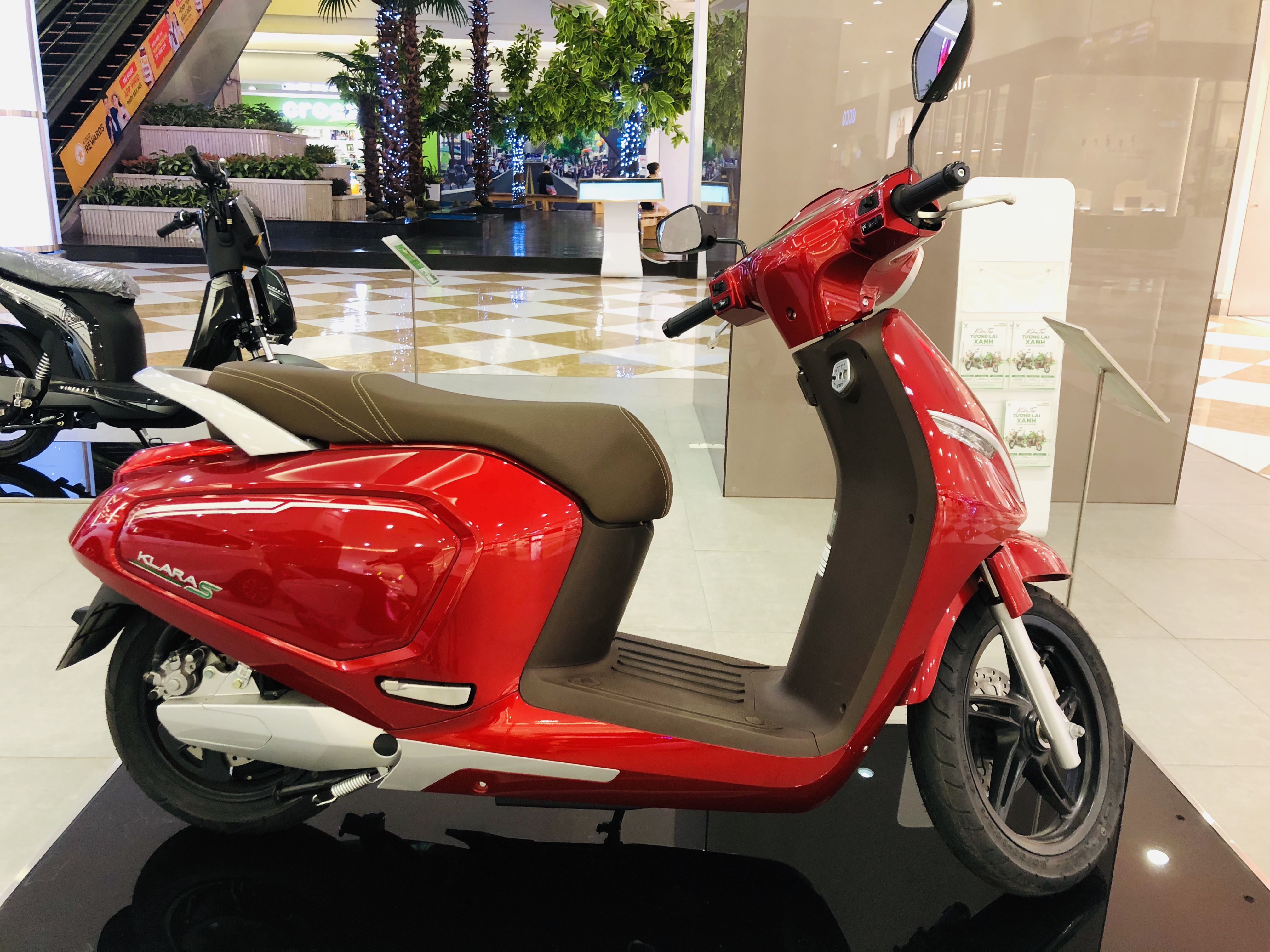
VinFast Klara S
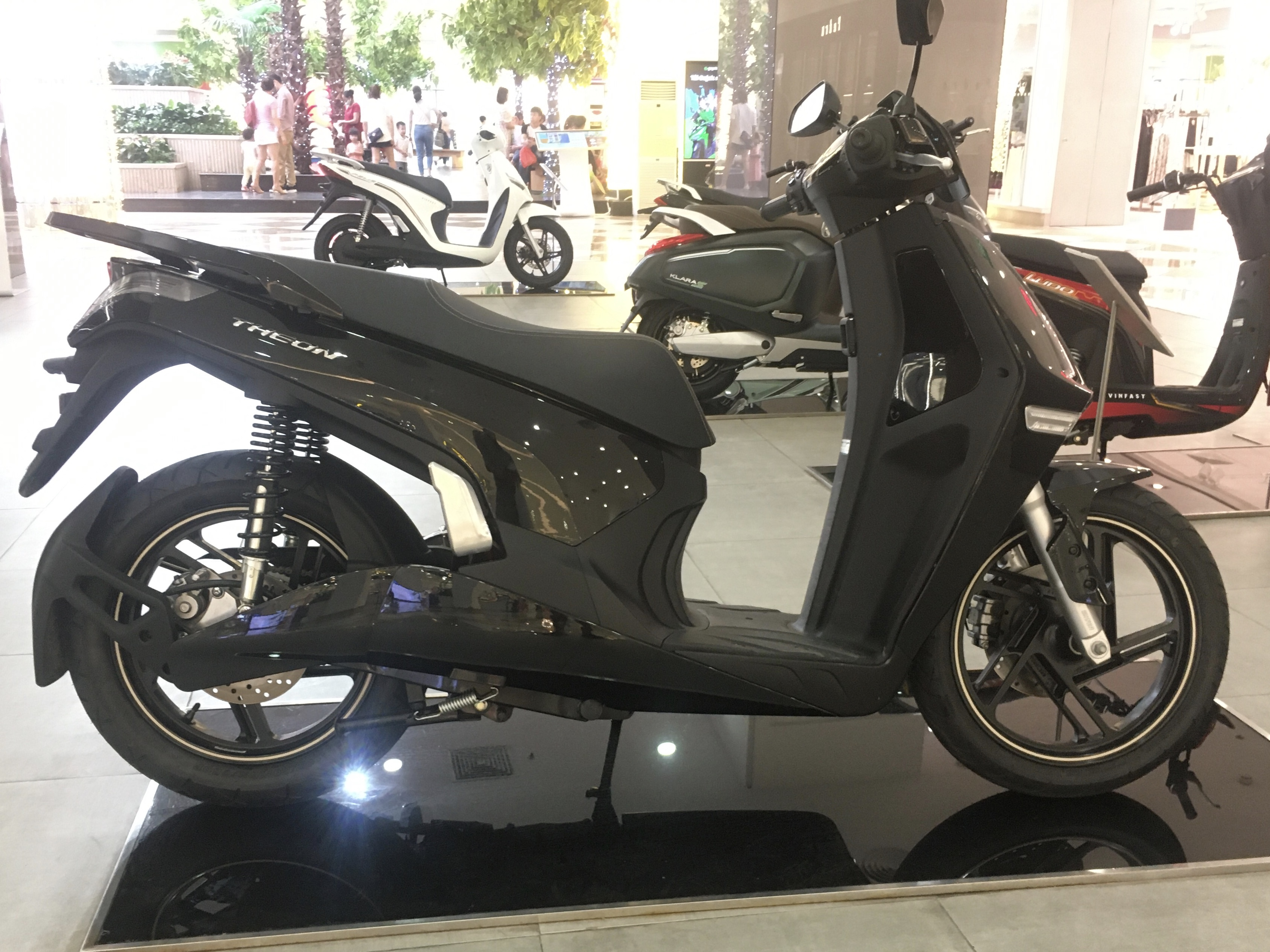
VinFast Theon